# Calopteryx hyalina
Calopteryx hyalina – gatunek ważki z rodziny świteziankowatych (Calopterygidae). Występuje w krajach Lewantu – w Izraelu, Libanie i Syrii. W bazie World Odonata List takson ten jest obecnie (2025) synonimizowany z Calopteryx splendens.